# Socó
O termo socó é a designação comum a várias aves pelecaniformes, usualmente paludícolas, da família dos ardeídeos. Tais aves são de ampla distribuição, hábitos diurnos, crepusculares ou noturnos, sendo encontradas isoladas ou aos pares. Seu nome provém do tupi sokó.

## Espécies
- Socó-boi, Tigrisoma lineatum
- Socó-boi-escuro, Tigrisoma fasciatum
- Socó-grande, Ardea cocoi
- Socoí-vermelho, Ixobrychus exilis
- Socoí-amarelo, Ixobrychus involucris
- Socozinho, Butorides striatus
- Socó-dorminhoco, Nycticorax nycticorax